# Universo primitivo
En cosmología, el término universo primitivo designa las épocas antiguas en la historia del universo observable. También se habla de cosmología primitiva.

## Cronología
El término abarca las eras densas y calientes de la historia del universo desde el Big Bang. Incluyen en particular los tiempos de nucleosíntesis primordial y aquellos, más antiguos, donde las energías involucradas eran mayores que las accesibles en el laboratorio en aceleradores de partículas, como durante la posible fase de inflación cósmica y bariogénesis.
Según la primera definición, el universo primitivo corresponde aproximadamente a los tiempos en que la cosmología está dominada principalmente por la física de partículas. Según la segunda, corresponde a los tiempos en los que no hay ninguna estructura astrofísica (estrellas, galaxias, cúmulos de galaxias) formada.